# Kainbach bei Graz
Kainbach ist eine im Bezirk Graz-Umgebung gelegene Gemeinde mit 2.878 Einwohnern (Stand 1. Jänner 2024) im österreichischen Bundesland Steiermark.

## Geografie

### Geografische Lage
Kainbach liegt etwa fünf Kilometer östlich von Graz im Oststeirischen Hügelland.

### Gemeindegliederung
Das Gemeindegebiet gliedert sich in drei Ortschaften (in Klammern Einwohnerzahl Stand 1. Jänner 2024):
- Hönigtal (893) samt Amtmann, Gangl, Milchgraben, Neudörfl, Römerweg und Schillingsdorf
- Kainbach (1515) samt Äußere Ragnitz und Ragnitz
- Schaftal (470) samt Hollergraben, Römerweg, Schaftalberg und Schillingsdorf

Die Gemeinde besteht aus drei mit den Orten gleichnamigen Katastralgemeinden (Fläche: Stand 31. Dezember 2023):
- Hönigthal (606,22 ha)
- Kainbach (626,85 ha)
- Schafthal (542,54 ha)

### Nachbargemeinden
| Graz | Weinitzen                                   | Eggersdorf bei Graz |
| Graz | Kompassrose, die auf Nachbargemeinden zeigt | Eggersdorf bei Graz |
| Graz | Hart bei Graz                               | Laßnitzhöhe         |

## Geschichte
Zum 1. Juni 2000 wurde der Name der Gemeinde von Kainbach auf Kainbach bei Graz geändert.

## Kultur und Sehenswürdigkeiten
- Schloss Kainbach
- Alle zwei Jahre finden Passionsspiele im Pflegezentrum Barmherzige Brüder vom hl. Johannes von Gott statt.

## Wirtschaft und Infrastruktur

### Verkehr
Die Gleisdorfer Straße B 65, die Ragnitzstraße L 327, die Hönigtalstraße L 326 und die Schillingsdorferstraße L 368 verlaufen durch Kainbach. Die Süd Autobahn A 2 ist über die Anschlussstelle Laßnitzhöhe in etwa 5 km erreichbar, die Weizer Straße B 72 ist rund 5 km entfernt.
Die nächstgelegenen Bahnhöfe sind der Bahnhof der Nachbargemeinde Laßnitzhöhe und der Hauptbahnhof Graz in etwa 10 km Entfernung.
Der Flughafen Graz ist in etwa 22 km erreichbar.

### Bildung und öffentliche Einrichtungen
Bekannt ist die Gemeinde vor allem durch das Johannes-von-Gott-Pflegezentrum der Barmherzigen Brüder, das im Ortsteil Ragnitz gelegen ist, und in dem 600 sowohl körperlich als auch geistig behinderte Menschen betreut werden. Im Jahr 2004 wurde eine Heilanstalt für Drogensüchtige (WALK ABOUT) hinzugefügt, die direkt an der Riesstraße B 65 liegt. Am Waldfriedhof des Ordens mit etwa 350 typisch doppelt belegten Grabstellen mit Holz bzw. Eisenkreuzen sind Pfleglinge und Ordensangehörige begraben.
Die Volksschule Hönigtal wurde mit dem Pädagogischen Panther 1999 ausgezeichnet.
Die Abwässer der Gemeinde werden in der Kläranlage der Stadt Graz in Gössendorf gereinigt und anschließend der Mur zugeführt.

## Politik

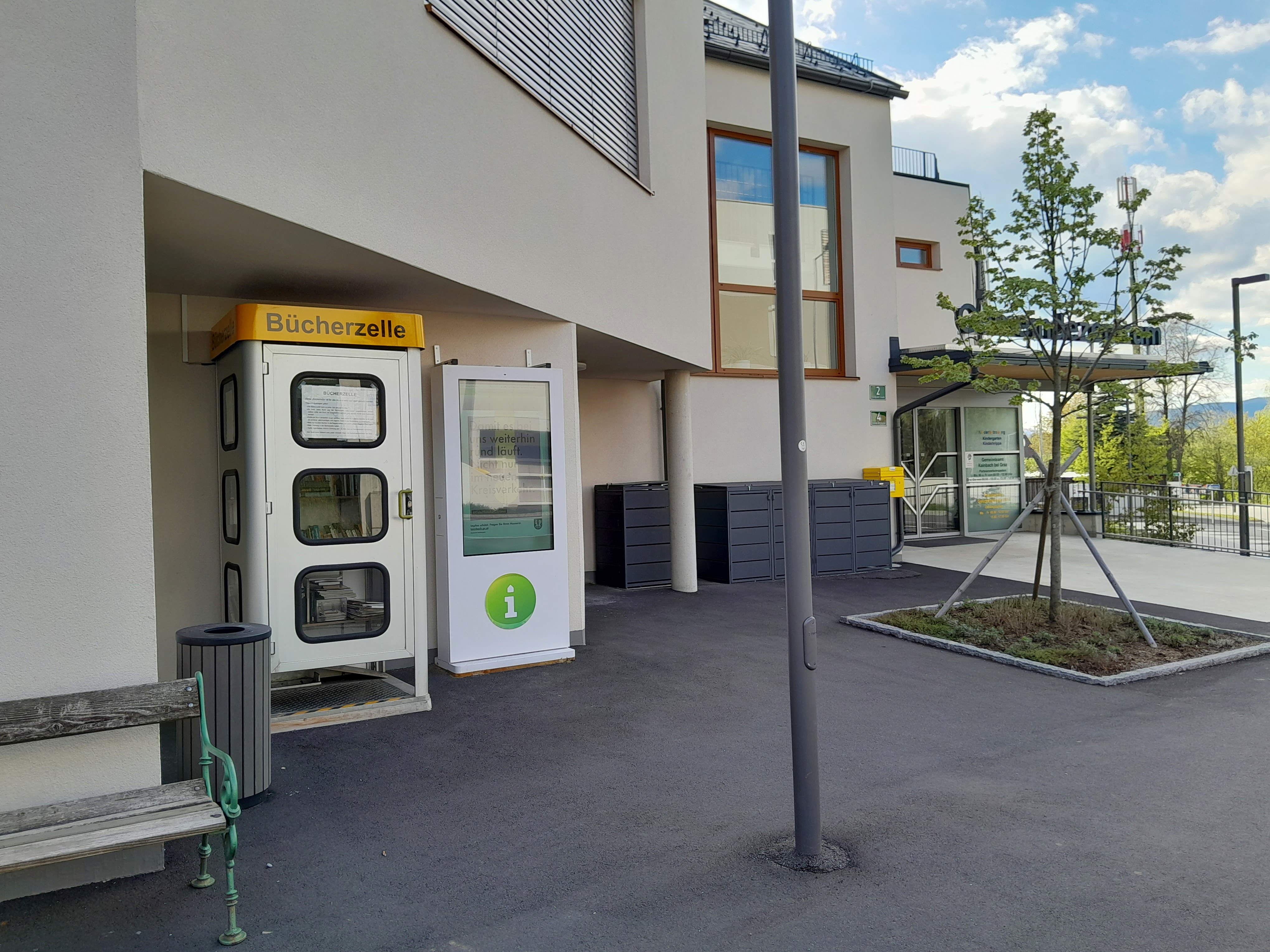
Gemeindeamt

### Gemeinderat
Der Gemeinderat hat 15 Mitglieder.
- Mit den Gemeinderatswahlen in der Steiermark 2000 hatte der Gemeinderat folgende Verteilung: 10 ÖVP, 3 SPÖ, 1 FPÖ und 1 Bürgerliste.
- Mit den Gemeinderatswahlen in der Steiermark 2005 hatte der Gemeinderat folgende Verteilung: 8 ÖVP, 4 SPÖ, 1 Bürgerliste, 1 GRÜNE und 1 FPÖ.[6]
- Mit den Gemeinderatswahlen in der Steiermark 2010 hatte der Gemeinderat folgende Verteilung: 9 ÖVP, 3 SPÖ, 1 Bürgerliste, 1 GRÜNE und 1 FPÖ.[7]
- Mit den Gemeinderatswahlen in der Steiermark 2015 hatte der Gemeinderat folgende Verteilung: 9 ÖVP, 2 SPÖ, 2 FPÖ, 1 GRÜNE und 1 Bürgerliste.[8]
- Mit den Gemeinderatswahlen in der Steiermark 2020 hat der Gemeinderat folgende Verteilung: 10 ÖVP, 2 GRÜNE, 2 SPÖ und 1 FPÖ.[9]
- Mit den Gemeinderatswahlen in der Steiermark 2025 hat der Gemeinderat folgende Verteilung: 10 ÖVP, 2 GRÜNE, 2 SPÖ und 1 FPÖ.[10]

### Bürgermeister
- 1984–2000 Josef Plesch
- 2000–2019 Manfred Schöninger (ÖVP)
- seit 2019 Matthias Hitl (ÖVP)[11]

### Wappen
Die Verleihung des Gemeindewappens erfolgte mit Wirkung vom 1. Oktober 1989.
Wappenbeschreibung:
„In Grün silbern auswärts gekehrt und widersehend ein Löwe mit ausgeschlagener Zunge und ein gehörnter, aus dem Rachen Flammen stoßender Panther, der Löwe mit einem Granatapfel, der Panther mit einem Deutschordenskreuz in den Vorpranken; die Schwänze der Tiere zweifach verschlungen.“

### Partnergemeinden
- Seit 1989 Băuțar in Siebenbürgen, Rumänien. 1996 erfolgte der Besuch der Volkstanzgruppe Ciobănaşul aus Băuțar in Kainbach.

## Persönlichkeiten

### Ehrenbürger
- Josef Plesch († 2018), Bürgermeister von Kainbach bei Graz 1984–2000
- Mag. Manfred Schöninger, Bürgermeister von Kainbach bei Graz 2000–2019

### Mit Kainbach bei Graz verbundene Persönlichkeiten
- Leopold Andres (1866–1950), General, Kartograph und Geodät
- Andreas Eder von Kainbach (1576–1652)
- Karl Fischl (1871–1937), Architekt
- Borisav Milojkovic (1921–1998), Magier